# سیارک ۹۹۷۳
سیارک ۹۹۷۳ (به انگلیسی: 9973 Szpilman، نامگذاری:1993NB2) نه هزار و نهصد و هفتاد و سومین سیارک کشف شده‌است که در ۱۲ ژوئیه ۱۹۹۳ کشف شد.
قدر مطلق سیارک برابر ۱۹.۵ است.